# Épaux-Bézu
Épaux-Bézu è un comune francese di 594 abitanti situato nel dipartimento dell'Aisne della regione dell'Alta Francia.

## Società

### Evoluzione demografica
Abitanti censiti